# Maō 2099
Maō 2099 (jap. 魔王2099) ist eine japanische Light-Novel-Reihe, die seit 2021 erscheint. Sie wird geschrieben von Daigo Murasaki und illustriert von Kureta. Die Geschichte erhielt Adaptionen als Manga sowie als Anime-Fernsehserie, letztere erschien international unter dem Titel Demon Lord 2099. Die Mischung aus Fantasy und Cyberpunk erzählt von einer Zukunft, in der die menschliche mit einer magischen Welt verschmolzen ist und folgt dem wiedererweckten Dämonenkönig, der die verbliebenen Unsterblichen sucht.

## Inhalt
In der Welt Alneath kämpfte der Held Gram für die Menschen gegen den Dämonenkönig Vetol Velvet Velshvalt und seine Armee der Unsterblichen. Schließlich kann er siegen und der Dämonenkönig wird versiegelt. Jahrhunderte später wird Vetol Velvet Velshvalt von einer seiner früheren Untergebenen, Machina Soleige, wiedererweckt und findet sich in einer futuristischen Umgebung wieder. Die Welt der Magie, die er kannte, ist mit der Welt der Menschen verschmolzen. Dabei kam es zu viel Zerstörung und Kriegen. Nun, im Jahr 2099, leben die meisten in großen, isolierten Städten. Magie und Hochtechnologie sind verschmolzen. Im Stadtstaat Shinjuku, in dem sich der Dämonenkönig wiederfindet, wird das Leben vom Konzern IHMI bestimmt, der modernste Implantate zur Kontrolle der Magie herstellt. Er wird geführt von Marcus, einem der früheren Untergebenen des Dämonenkönigs. Doch nun lehnt er sich gegen diesen auf und will selbst König werden.
Vetol Velvet Velshvalt ist nach seiner Erweckung zu schwach, um gegen Marcus vorzugehen. Machina, die sich heimlich in ihn verliebt hat, will ihn unterstützen und nimmt ihn bei sich auf, auch wenn sie in ärmlichen Verhältnissen lebt. Der Dämonenkönig will auch selbst zum Unterhalt beisteuern, aber ihm will niemand Arbeit geben. Er trifft auf den Held Gram, der ziellos sein Leben verbringt, seit er nach dem Sieg über den Dämonenkönig von der Göttin Meldia die ewige Jugend erhalten hat. Mit der Unterstützung der Hackerin Takahashi, eine Freundin von Machina, versucht Vetol Velvet Velshvalt sich als Streamer und wird bald mit seiner sehr eigenen Art des Spielens und der Interaktion bekannt. Mit der zunehmenden Zahl von Fans kehrt auch seine magische Kraft zurück. Die kann er einsetzen, um Takahashi zu helfen, und gemeinsam kommen sie hinter das Geheimnis von Marcus: Er jagt nicht nur andere Unsterbliche, sondern verbrennt ihre Seelen, um die Stadt mit Energie zu versorgen. Kurz darauf entführt Marcus Machina, um sie ebenfalls zu verbrennen. Mit der Hilfe von Takahashi und dem Held Gram macht sich Vetol Velvet Velshvalt auf, Machina zu retten. Durch seine inzwischen große Zahl von Fans, die mit Takahashis Tricks noch gesteigert wird, sowie seine und Grams Kampferfahrung gelingt es ihnen leicht, Marcus und seine Sekretärin Kinohara zu besiegen. Da er sich ihm noch immer widersetzt, verfeuert Vetol Velvet Velshvalt Marcus, um der Stadt einen letzten Aufschub zu gewähren, ehe er die Energieversorgung durch Unsterbliche beenden will.
Nach dem Sieg über Marcus und nachdem sie durch Vetol Velvet Velshvalts Erfolg als Streamer ein angenehmeres Leben führen können, wollen die beiden die verbliebenen Unsterblichen finden. Für die Suche brauchen sie alte Aufzeichnungen, deren möglichen Aufenthaltsort ihnen Takahashi herausfindet: Eine Magieschule Lu Xel in der Cybermagiestadt Akihabara. So reisen sie dorthin und geben sich als Austauschschüler aus. Die Schatzkammer unter der Schule mit den Aufzeichnungen ist jedoch nur mittels der drei Magiewerkzeuge zu öffnen, die im Besitz der drei Häuser der Stadt sind. Die Schulvorsitzende Tratte Götel gehört zu ihnen und willigt – von Mut und Offenheit Velshvalts beeindruckt – ein ihnen zu helfen. Die Vertreterin des gefallenen Hauses von Reynard, Hizuki Yamada-Reynard, ist eine Außenseiterin an der Schule. Der Dämonenkönig hilft ihr und die drei freunden sich mit ihr an, aber Hizuki weiß nicht, was es mit dem Magiewerkzeug ihres Hauses auf sich hat. Sie vermittelt Velshvalt aber an den dritten: Cornea Seburd. Auch er willigt ein, bei der Öffnung der Schatzkammer zu helfen. Doch dann tritt eine Geheimgesellschaft in Aktion, zu der auch Marcus gehörte. Sie will die Göttin Meldia mit den Magiewerkzeugen, die diese einst schuf, wiedererwecken. Sie greifen ein und können zunächst heimlich sowohl Götel als auch Seburd töten und sich deren Magiewerkzeugs aneignen. Doch es zum offenen Kampf kommt, greift Vetol Velvet Velshvalt ein. Es stellt sich heraus, dass Hizuki das Magiewerkzeug in sich trug, mitsamt Meldias Seele. Die Göttin wird in Hizukis Körper wiedererweckt. Es entbrennt ein Kampf, den Vetol Velvet Velshvalt durch die Einmischung Grams, um den sich Meldia seit ihrer Gabe sorgt, gewinnen kann. So erhält die Gruppe endlich den Zugang zur Schatzkammer und die Aufzeichnungen daraus.

## Online- und Print-Veröffentlichungen
Die Light Novel erscheint in Japan seit Januar 2021 bei Fujimi Shobo und umfasst bisher fünf Bände. Eine englische Übersetzung wird von Yen On herausgegeben. Eine erste Umsetzung als Manga von Kiiro Akashiro erschien von November 2021 bis Juni 2022 im Online-Magazin Shōnen Ace Plus bei Kadokawa Shoten. Im gleichen Magazin folgte ab März 2023 eine zweite Mangaserie, nun gezeichnet von Yutaka Sakurai. Die Kapitel erschienen auch gesammelt in bisher drei Bänden.

## Animeserie
Eine Umsetzung der Geschichte als Anime für das japanische Fernsehen entstand bei Studio J.C.Staff. Regie führte Kai Hasako und die Drehbücher schrieb Yūichirō Momose. Das Charakterdesign wurde von Ryōsuke Tanigawa und Sōta Suwa für die Animationen adaptiert. Die künstlerische Leitung lag bei Kentaro Izumi, für die Kameraführung war Yūshi Sakamoto verantwortlich und die Tonregie übernahm Jin Aketagawa. Als Produzent trat Aniplex auf, die die Serie im März 2023 erstmals ankündigten.
Die zwölf Folgen mit je 23 Minuten Laufzeit wurden vom 12. Oktober bis 29. Dezember 2024 von den Sendern Tokyo MX, BS11, MBS, AT-X, GTV, GYT und Chukyo TV in Japan gezeigt. Parallel dazu erfolgte die internationale Ausstrahlung per Streaming über die Plattform Crunchyroll, unter anderm mit deutschen, englischen, italienischen, russischen und chinesischen Untertiteln. Mit Verzögerung erfolgte die Veröffentlichung von Synchronfassungen in Englisch, Spanisch, Französisch und Portugiesisch.

### Synchronisation
| Rolle                  | japanischer Sprecher (Seiyū) |
| ---------------------- | ---------------------------- |
| Vetol Velvet Velshvalt | Satoshi Hino                 |
| Machina Soleige        | Miku Itō                     |
| Takahashi              | Hana Hishikawa               |
| Marcus                 | Masaya Matsukaze             |
| Kinohara               | Shizuka Itō                  |
| Graham                 | Daisuke Namikawa             |
| Hizuki Yamada-Reynard  | Aya Yamane                   |
| Tratte Götel           | Hisako Kanemoto              |
| Mag Rosanta            | Yōko Hikasa                  |
| Cornea Seburd          | Setsuji Satō                 |

### Musik
Die Musik der Serie wurde komponiert von Tatsuya Kato. Für den Vorspann wurde das Lied Hollow von Shiyui verwendet. Der Abspann ist unterlegt mit Spira von Sekai.